# João Carlos Hatoa Nunes
João Carlos Hatoa Nunes (Beira, 8 d'abril de 1968) és un religiós portuguès, bisbe de Chimoio i vicepresident de la Conferència Episcopal de Moçambic.
Fou ordenat sacerdot el 17 de juliol de 1995. En 25 de maig de 2011 el Papa Benet XVI el va nomenar bisbe auxiliar de Maputo i bisbe auxiliar d'Amudarsa. Fou consagrat per l'arquebisbe titular Francisco Chimoio, juntament amb el bisbe d'Inhambane Adriano Langa i el bisbe de Xai Xai Lúcio Andrice Muandula.
Del 14 de gener al 29 de juny de 2012, va ser administrador apostòlic durant la seu vacant de l'arquebisbat de Beira. L'octubre de 2015 fou nomenat vicepresident de la Conferència Episcopal de Moçambic. El 2 de gener de 2017 el papa Francesc el va nomenar bisbe de Chimoio.